# Колотовщина (Погорельське сільське поселення)
Колотовщина (рос. Колотовщина) — присілок Велізького району Смоленської області Росії. Входить до складу Погорєльського сільського поселення.
Населення — 13 осіб (2007 рік). 